# Rougemont-le-Château
Rougemont-le-Château é uma comuna francesa na região administrativa de Borgonha-Franco-Condado, no departamento do Território de Belfort. Estende-se por uma área de 16,64 km². Em 2010 a comuna tinha 1 559 habitantes (densidade: 93,7 hab./km²).